# K·T·麦克法兰
K·T·麦克法兰（英語：Kathleen Troia McFarland，娘家姓：Troia，1951年7月22日—）是一位美国政治人物，2017年任美国副国家安全顾问。